# Richard König (Bildhauer)

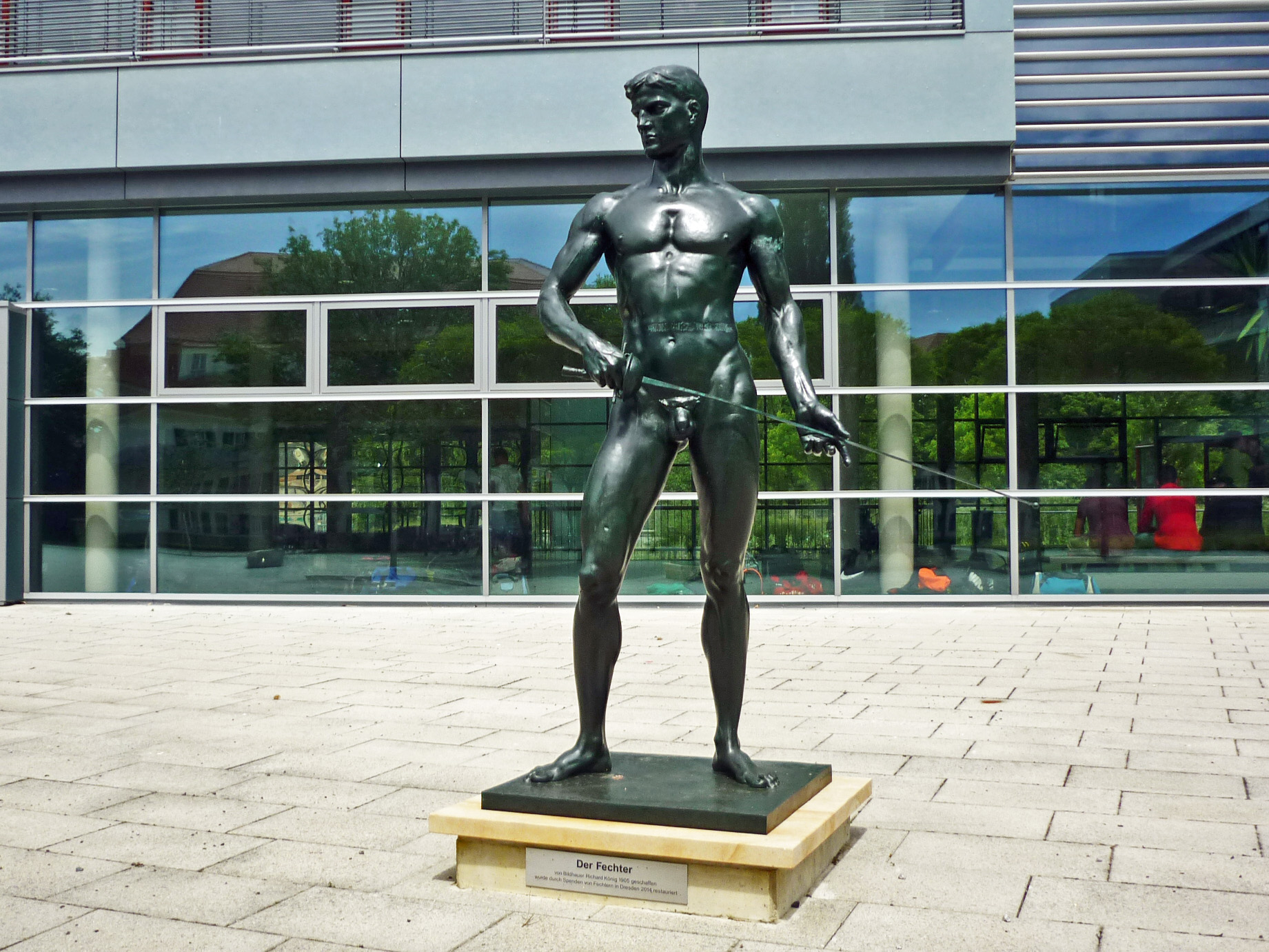
„Der Fechter“ (1905) auf dem Hof des Sportgymnasiums in Dresden (restauriert und neu aufgestellt 2014)

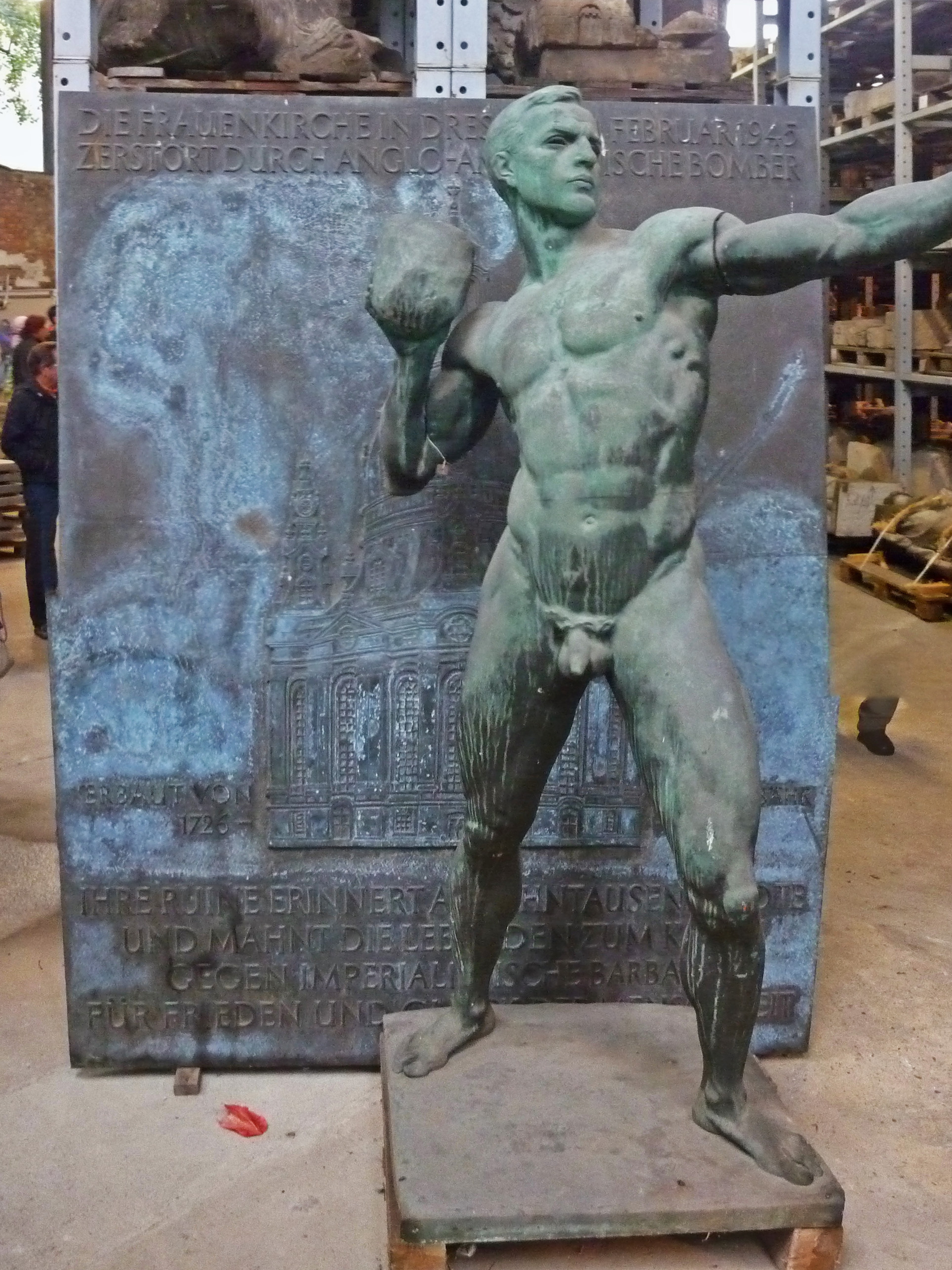
„Der Steinewerfer“ im Lapidarium Dresden

Richard König (* 7. Februar 1863 in Leobschütz, Schlesien; † 11. August 1937 in Oberammergau) war ein deutscher Bildhauer.

## Leben und Wirken
König studierte von 1882 bis 1885 an der Berliner Kunstakademie bei Alexander Calandrelli und von 1885 bis 1887 an der Dresdner Kunstakademie bei Ernst Julius Hähnel, danach unternahm er 1888/1889 als Stipendiat des Reichslands Elsaß-Lothringen eine Studienreise nach Oberitalien, Florenz und Rom.
Er schuf zahlreiche sakrale und profane Plastiken beziehungsweise Skulpturen. So gewann er 1891 den Wettbewerb für die Gestaltung des elbseitigen Giebels am Albertinum in Dresden mit seiner Plastik Herrscherruhm, im Jahr 1893 gestaltete er zwei Zwickelreliefs aus Sandstein und zwei Reliefmedaillons (Sphinx und Pegasus) aus Sandstein für die Südostseite des Ausstellungsgebäudes der Kunstakademie Dresden. 1897 wurden zwei Holzfiguren von ihm in der Radebeuler Lutherkirche aufgestellt. Weitere Zusammenarbeiten mit den Dresdner Architekten Schilling & Graebner für deren Kirchenbauten im Dresdner Raum waren die 1945 zerstörten Marmorfiguren Petrus und Paulus für den Wiederaufbau der Dresdner Kreuzkirche (1900) sowie zwei Majolikareliefs beiderseits des Altars in der Christuskirche in Dresden-Strehlen (1905).
Von 1897 bis 1920 lebte er im Haus Marienstraße 24 in Radebeul. Er war Kunstwart im Kunstverein der Lößnitz, innerhalb dessen er sich an mehreren Ausstellungen beteiligte, auch schuf er 1914 den nordseitigen Brunnen des Lößnitzgymnasiums. Um 1905 schuf König zwei überlebensgroße Aktplastiken aus Bronze, einen Degenfechter und einen Steinschleuderer. Sie waren vor dem Eingangsportal der Sporthalle des Allgemeinen Turnvereins Dresden (ATV) in Dresden aufgestellt. Nach der Zerstörung der Sporthalle 1945 wurden sie geborgen und im Dresdner Lapidarium verwahrt. Die Plastik „Der Fechter“ wurde 2014 restauriert und auf dem Hof des Sportgymnasiums in Dresden am Messering aufgestellt.
König war verheiratet mit Lucie Preller, einer Tochter des Dresdner Malers Friedrich Preller der Jüngere. Mit ihr hatte er zwei Kinder.
Im März 1920 zog König nach Oberammergau, wo er kaum noch künstlerisch tätig war – Bildwerke in Oberammergau sind nicht bekannt – und am 11. August 1937 verstarb. Seine Urne wurde am 13. August 1937 auf dem Münchner Ostfriedhof bestattet, wo bereits die Urne seiner am 31. März 1935 verstorbenen Ehefrau Lucie bestattet worden war.

## Werk

### Plastische Arbeiten
- 1891: Herrscherruhm (Giebelgruppe) am Albertinum in Dresden
- bis 1897: Holzfiguren Moses und Johannes der Täufer für die Lutherkirche in Radebeul
- um 1900: Petrus und Paulus (Marmorfiguren) für den Wiederaufbau der Kreuzkirche in Dresden (zwischen 1945 und 1955 beseitigt)
- 1904: Christus (Marmorfigur) auf dem Städtischen Friedhof in Chemnitz
- um 1905: Majolikareliefs Jesus mit der Samariterin am Brunnen und Auferweckung des Jünglings zu Nain in der Christuskirche in Dresden-Strehlen (ausgeführt durch Villeroy & Boch)
- 1906: Brunnenschale mit Wasserspeier (Fischkopf) im Lößnitzgymnasium in (Radebeul-) Serkowitz
- um 1909: Marmorgruppen Hagen und Siegfried sowie Hero und Leander im Foyer des Neuen Theaters in Chemnitz
- um 1913: Bismarck-Büste für den Bismarckturm in Dresden-Cossebaude (1945 entfernt)
- 1914: Jünglingsköpfe und oberer Teil der Brunnenanlage mit Wasserspeier am Lößnitzgymnasium in (Radebeul-) Serkowitz[4]
- 1915: Figur für das Grabmal von Felix Martin Oberländer auf dem Johannisfriedhof in Dresden

sowie undatiert:
- Adonis (Bronzefigur) im Dienstgebäude des Finanzministeriums in Dresden
- Adonis (lebensgroße Bronzefigur)[5]
- Anadyomene (Bronzeplakette), in der Skulpturensammlung des Albertinums in Dresden
- Viktorien (Zwickelfiguren) am Ausstellungsgebäude der Kunstakademie in Dresden
- Paulus (Portalfigur) an der Paulikirche in Chemnitz
- Besiegt (Bronzegruppe)
- Nach dem Kampf (Bronzegruppe)
- Die Wahrheit (Bronzegruppe)
- Sirene (Terrakottastatue)
- Adlerjäger
- Der Fischer
- Echo
- Weisheit
- Hercules und Hebe (Bronzerelief)
- Letzte Ausflucht (Holzskulptur)
- Porträtbüste von Karl Gottlieb Anton († 1861; Rektor des Görlitzer Gymnasiums) in der Oberlausitzer Gedenkhalle in Görlitz (heute Zgorzelec)
- Penthesilea (Büste)

### Schriften
- Richard König, Lucie König: Friedrich Preller d. J. Eine Künstlerjugend. A. Duncker, Weimar 1930.